# Gran Galà del calcio AIC
Il Gran Galà del calcio AIC è un evento organizzato dall'Associazione Italiana Calciatori durante il quale vengono premiati i migliori giocatori del campionato italiano di calcio. La prima edizione si è tenuta nel 2011, e ha sostituito i precedenti Oscar del calcio.

## Formula
La cerimonia prende in esame principalmente i migliori giocatori della passata stagione di Serie A. Sono presenti altri riconoscimenti collaterali, riservati alla Serie B, alla Serie A femminile, al miglior arbitro e alla migliore società. I vincitori sono votati dai calciatori stessi, che giudicano i loro compagni nelle prestazioni sportive della stagione calcistica precedente.

## Riconoscimenti
Vigenti
- Squadra dell'anno maschile: composta dai migliori 11 giocatori tra cui un portiere, 4 difensori, 3 centrocampisti e 3 attaccanti.
- Migliore calciatore assoluto: al giocatore più votato in assoluto.
- Migliore allenatore: al migliore allenatore della Serie A.
- Migliore giovane della Serie B: al migliore giocatore della Serie B.
- Migliore arbitro: al migliore arbitro.
- Miglior società: alla squadra di club che più si è distinta nel corso dell'anno.
- Squadra dell'anno femminile: composta dalle migliori 11 giocatrici tra cui un portiere, 4 difensori, 3 centrocampisti e 3 attaccanti (dal 2019).
- Calciatrice dell'anno: alla miglior giocatrice della Serie A femminile (dal 2012).
- Gol dell'anno: al miglior gol della Serie A (dal 2018).
- Gol dell'anno femminile al miglior gol della Serie A femminile (dal 2019).

Scomparsi
- Giovane rivelazione della Serie A: al miglior giovane giocatore della Serie A (2012).

I premi al miglior calciatore assoluto, miglior allenatore e miglior arbitro erano già assegnati in precedenza anche durante gli Oscar del calcio. 
In alcune edizioni sono stati assegnati anche degli altri premi speciali:
- Premio alla carriera: a un giocatore distintosi nella sua carriera (nel 2011, nel 2012, nel 2018, nel 2023 e nel 2024).
- Premio della critica: a una personalità del mondo del calcio distintasi per particolari meriti (2011).
- Premio alla fedeltà: a un giocatore militante nella sua carriera (o nella maggior parte) in un'unica squadra di club (2012).

## Classifica per squadra
In questa tabella sono riassunti tutti i premi vinti dal 2011.
In oro sono segnate le categorie in cui il club è il maggiore vincitore, i segni con il trattino indicano le categorie in cui la squadra non può partecipare o non ha mai potuto partecipare.
Dati aggiornati all'edizione 2024.

### Calcio maschile
| Squadra    | Giocatori nella squadra dell'anno | Miglior calciatore assoluto | Migliore allenatore | Migliore calciatore della serie B | Migliore società | Giovane rivelazione della Serie A | Miglior gol | Totale |
| ---------- | --------------------------------- | --------------------------- | ------------------- | --------------------------------- | ---------------- | --------------------------------- | ----------- | ------ |
| Juventus   | 49                                | 8                           | 6                   | -                                 | 7                | 0                                 | 0           | 70     |
| Inter      | 26                                | 3                           | 2                   | -                                 | 2                | 0                                 | 2           | 35     |
| Milan      | 21                                | 2                           | 2                   | -                                 | 1                | 1                                 | 1           | 28     |
| Napoli     | 22                                | 1                           | 2                   | -                                 | 1                | 0                                 | 1           | 27     |
| Atalanta   | 6                                 | 0                           | 2                   | 0                                 | 2                | 0                                 | 0           | 10     |
| Roma       | 8                                 | 0                           | 0                   | -                                 | 0                | 0                                 | 0           | 8      |
| Udinese    | 5                                 | 0                           | 0                   | -                                 | 1                | 1                                 | 0           | 7      |
| Lazio      | 6                                 | 0                           | 0                   | -                                 | 0                | 0                                 | 0           | 6      |
| Torino     | 5                                 | 0                           | 0                   | 0                                 | 0                | -                                 | 0           | 5      |
| Empoli     | 1                                 | 0                           | 0                   | 2                                 | 0                | -                                 | 0           | 3      |
| Pescara    | 0                                 | 0                           | 0                   | 3                                 | 0                | -                                 | -           | 3      |
| Brescia    | 0                                 | 0                           | 0                   | 3                                 | 0                | -                                 | -           | 3      |
| Bologna    | 2                                 | 0                           | 0                   | 1                                 | 0                | 0                                 | 0           | 3      |
| Fiorentina | 2                                 | 0                           | 0                   | -                                 | 0                | 0                                 | 0           | 2      |
| Sampdoria  | 1                                 | 0                           | 0                   | 0                                 | 0                | -                                 | 1           | 2      |
| Verona     | 1                                 | 0                           | 0                   | 0                                 | 0                | -                                 | 1           | 2      |
| Genoa      | 1                                 | 0                           | 0                   | -                                 | 0                | 0                                 | 0           | 1      |
| Palermo    | 1                                 | 0                           | 0                   | 0                                 | 0                | 0                                 | -           | 1      |
| Cagliari   | 1                                 | 0                           | 0                   | 0                                 | 0                | 0                                 | 0           | 1      |
| Padova     | -                                 | -                           | -                   | 1                                 | -                | -                                 | -           | 1      |
| Sassuolo   | 0                                 | 0                           | 0                   | 1                                 | 0                | -                                 | 0           | 1      |
| Benevento  | 0                                 | 0                           | 0                   | 1                                 | 0                | -                                 | 0           | 1      |
| Frosinone  | 0                                 | 0                           | 0                   | 1                                 | 0                | -                                 | 0           | 1      |
| Reggina    | -                                 | -                           | -                   | 1                                 | -                | -                                 | -           | 1      |
| Spezia     | 0                                 | 0                           | 0                   | 1                                 | 0                | -                                 | 0           | 1      |

#### Statistiche
- Maggior numero di titoli totale: Juventus con 70.
- Maggior numero di categorie con almeno un titolo: Milan con 6.
- Maggior numero di calciatori inseriti nella squadra dell'anno: 7 giocatori della Juventus nel 2014 e nel 2017 e dell'Inter nel 2024.
- Maggior numero di titoli vinti come migliore allenatore: 4 - Massimiliano Allegri (2011, 2015, 2016, 2018) e Antonio Conte (2012, 2013, 2014, 2021).
- Maggior numero di titoli di miglior calciatore in assoluto: 3 - Andrea Pirlo (2012, 2013, 2014).

### Calcio femminile
| Squadra          | Giocatrici nella squadra dell'anno | Miglior calciatrice assoluta | Miglior gol | Totale |
| ---------------- | ---------------------------------- | ---------------------------- | ----------- | ------ |
| Juventus         | 24                                 | 3                            | 2           | 29     |
| Roma             | 16                                 | 0                            | 1           | 17     |
| Fiorentina       | 4                                  | 2                            | 0           | 6      |
| Bardolino Verona | -                                  | 4                            | -           | 4      |
| Milan            | 3                                  | 1                            | 1           | 5      |
| Inter            | 3                                  | 1                            | 0           | 4      |
| Sassuolo         | 3                                  | 0                            | 0           | 3      |
| Empoli           | 1                                  | 0                            | 0           | 1      |
| Verona           | 1                                  | 0                            | 0           | 1      |
| Brescia          | -                                  | 1                            | -           | 1      |

#### Statistiche
- Maggior numero di titoli totale: Juventus con 29.
- Maggior numero di titoli vinti come miglior calciatrice: Melania Gabbiadini con 4 titoli vinti tutti giocando nel Verona Bardolino (2012, 2013, 2014 e 2015).

## Arbitri
Il maggior vincitore del premio per il miglior arbitro è Nicola Rizzoli, avendo trionfato nelle edizioni 2011, 2012, 2013, 2014, 2015, 2016 e 2017.
Dati aggiornati all'edizione 2024.
| Nome            | Numero di vittorie | Anni delle vittorie                       |
| --------------- | ------------------ | ----------------------------------------- |
| Nicola Rizzoli  | 7                  | 2011, 2012, 2013, 2014, 2015, 2016 e 2017 |
| Daniele Orsato  | 5                  | 2020, 2021, 2022, 2023, 2024              |
| Gianluca Rocchi | 2                  | 2018, 2019                                |

## Premi speciali
Premio alla carriera
| Anno | Vincitore             |
| ---- | --------------------- |
| 2011 | Alessandro Del Piero  |
| 2012 | Filippo Inzaghi       |
| 2018 | Andrea Pirlo          |
| 2018 | Francesco Totti       |
| 2023 | Gianluigi Buffon      |
| 2024 | Demetrio Albertini    |
| 2024 | Alessandro Costacurta |
| 2024 | Roberto Donadoni      |
| 2024 | Mauro Tassotti        |

Premio della critica
| Anno | Vincitore     |
| ---- | ------------- |
| 2011 | Fabio Capello |

Premio alla fedeltà
| Anno | Vincitore      |
| ---- | -------------- |
| 2012 | Javier Zanetti |